# Firth of Tay

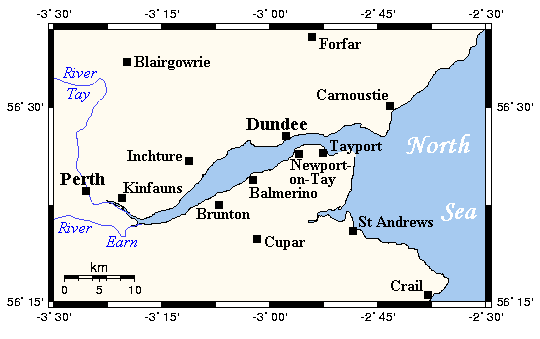
Karta över Firth of Tay med omgivningar.

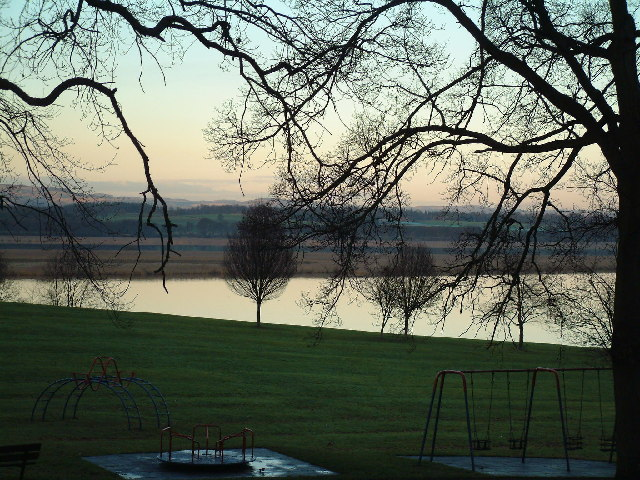
Ön Mugdrum sedd från Newburgh.

Firth of Tay (skotsk-gaeliska Linne Tatha) är en vik (engelska och skotska firth) i Skottland mellan områdena Fife, Perth and Kinross, staden Dundee och området Angus, i anslutning till Skottlands största flod i med avseende på vattenföring, floden Tay, därav namnet Firth of Tay, bokstavligen floden Tays vik.
Det finns två broar över viken, en för bilar och en för järnvägar.
Firth of Tay och floden Eden Estuary blev den 28 juli 2000 utsedda till Ramsarområde enligt Ramsarkonventionen, ett internationellt avtal om bevarande och hållbart användande av våtmarker.
Viken har en ö av betydelse, den sanka Mugdrum Island.